# Église Notre-Dame de Rivière
L'église Notre-Dame de Rivière est une église située dans la commune de Rivière en Indre-et-Loire.

## Histoire
D'après les chroniques, l'origine de l'église est ancienne car saint Martin et sainte Radegonde seraient venus y prier. Cependant, elle n'apparaît dans un texte qu'à partir de la fin du XIe siècle.
Bouchard Ier, seigneur de L'Île-Bouchard, aurait reçu en dot la terre de Rivière à son deuxième mariage avec Aanor. Il a eu de ce mariage Hugues, Aimery, Geoffroy Fuel et Archambault Borrel. Hugues est mort jeune, vers 1037, en laissant un fils jeune, Bouchard II. La tutelle de ce fils a été confiée pour quinze ans à son oncle Aimery. Mais ce dernier étant devenu moine à Marmoutier au bout de dix années, la tutelle a été confiée à Geoffroy Fuel. À la suite de la défaite de Thibault de Blois, comte de Touraine, contre Geoffroy Martel, comte d'Anjou, en 1044, ce dernier a enlevé à Bouchard l'église de Rivière pour la donner à l'abbaye de la Trinité de Vendôme. Après la mort de Geoffroy Martel, en 1060, Geoffroy Fuel reprit l'église de Rivière. Bouchard II voulant reprendre le contrôle de sa seigneurie, il entra en conflit avec son oncle. Ce dernier s'étant réfugié dans le prieuré de Tavant, il l'a brûlé et a fait prisonnier son oncle. Bouchard II a donné l'église de Rivière à l'abbaye de Marmoutier, en 1070-1071, en dédommagement des dégâts causés à l'église de Tavant. Marié à Agnès, mais sans enfant à sa mort, en 1071, il a fait jurer à son oncle et successeur, Geoffroy Fuel, de ne pas s'en prendre aux moines de Rivière. Devenu seigneur de l'Île-Bouchard, Geoffroy Fuel a chassé les moines de Rivière. Il est entré en conflit avec André Peloquin, fils d'Archambault Borrel, vers 1080, qui s'est emparé du château de l'Île et de la seigneurie. Il a rendu l'église de Rivière aux moines de Marmoutier, mais avec des restrictions. Son successeur est son frère, Bartholomée ou Berthélemy Borel,. Les moines de l'abbaye de Marmoutier expulsés ne reprirent l'entière possession de l'église de Rivière que vers 1115-1120. C'est en 1209 qu'est cité pour la première fois un prieur de Rivière du nom de Geoffroy. Les revenus du prieuré de Rivière étant peu considérables, ils ont été réunis à ceux de l'infirmerie de Marmoutier en 1456.
L'église est saccagée par les protestants en 1562. La nef a été amputée de deux travées occidentales au XVIIe siècle et un nouveau portail avec un porche couvert en appentis ont été construits.
L'église a été restaurée au XIXe siècle.

## Protection
L'église a été classée au titre des monuments historiques en 1862.

## Description
C'est une église à nef unique et chevet plat muni d'une abside rectangulaire datée de la fin du XIe siècle. Une crypte se trouve sous le chœur qui est légèrement surélevé. L'église se poursuivait plus à l'ouest avant 1562.
Des peintures murales datant de la construction de l'église ont subsisté à l'angle occidental du mur sud et sur le mur nord, sous l'appentis. L'église a été restaurée au XIXe siècle. Un cycle de peinture a alors été réalisé sur les parois intérieures de la nef par le comte de Galembert vers 1864.

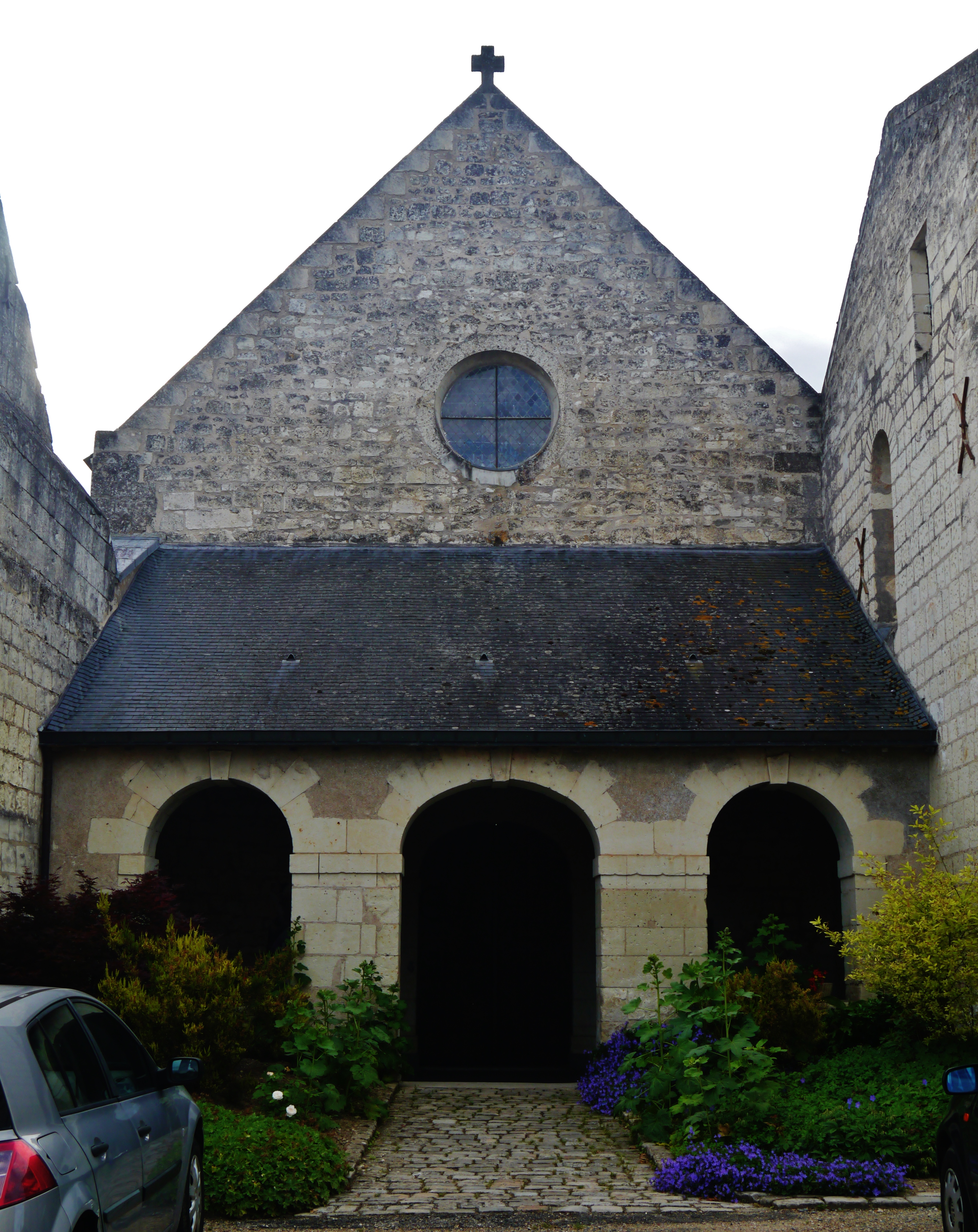
Façade occidentale. Le porche couvert en appentis.
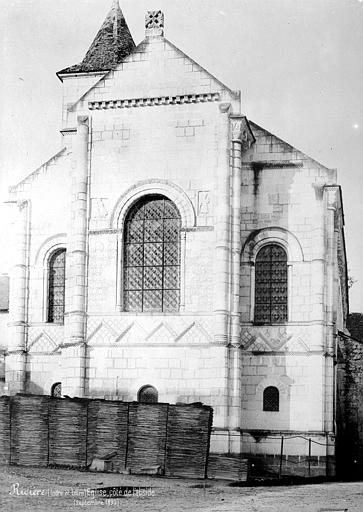
Médiathèque de l'architecture et du patrimoine : Chevet.
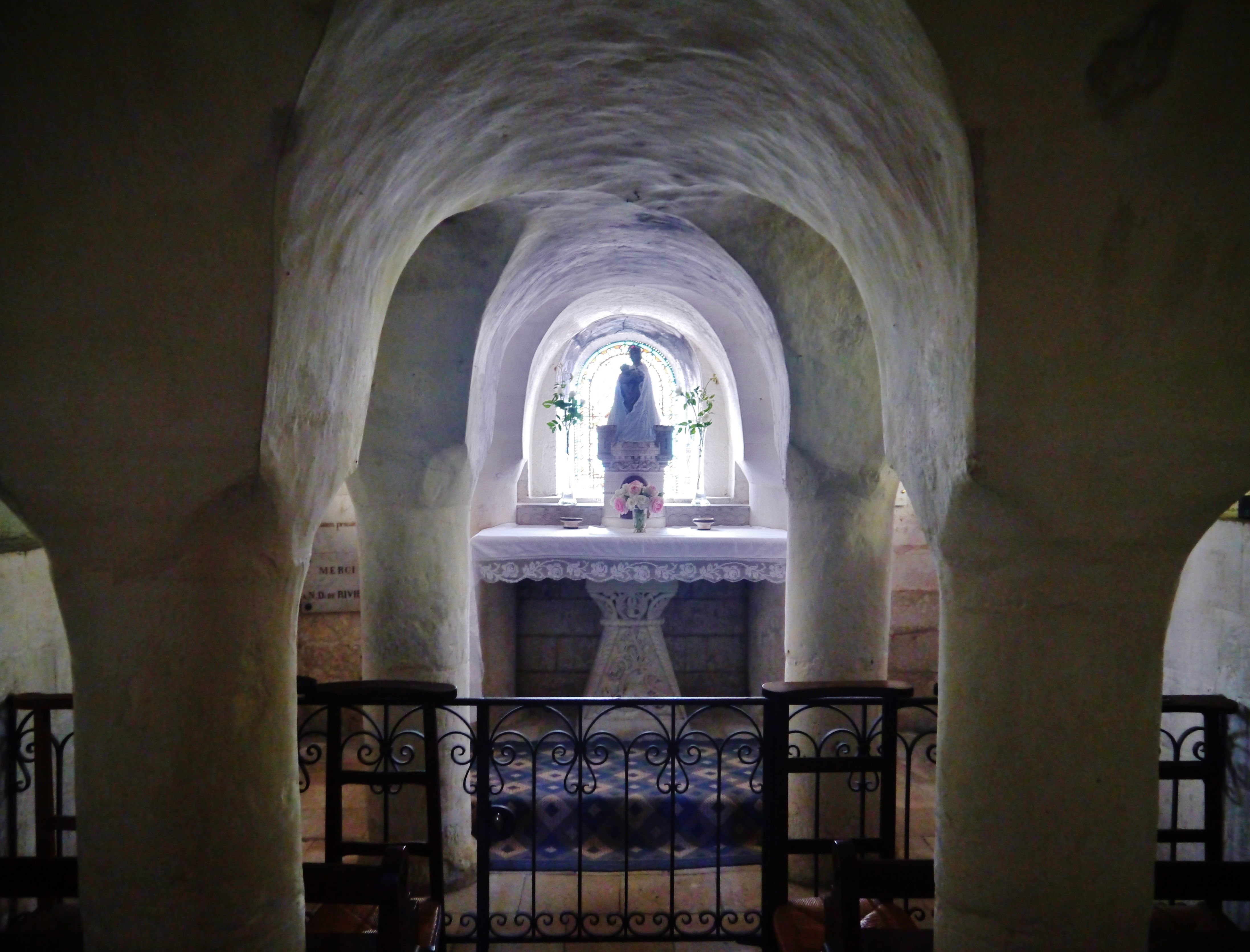
Crypte sous le chœur.